# 宮部繼潤
宮部繼潤（?—1599年4月20日），日本戰國時代至安土桃山時代的武將、大名。父親是土肥真舜。

## 生平

### 早年
出身自近江國淺井郡宮部村（現今滋賀縣長濱市宮部町），屬於當地小豪族，成為宮部善祥坊清潤的養子後，在比叡山修行並成為僧侶、山法師（僧兵）。後來返回故鄉宮部，並仕於近江的戰國大名淺井長政。武勇優秀，跟隨長政並與織田信長戰鬥，與横山城守將羽柴秀吉對峙，不過在元龜3年（1572年）10月，因為秀吉誘降而成為秀吉的與力（『淺井三代記』）。在進攻淺井家的國友城時，受到鐵炮槍擊而負傷。在『信長公記』則記載在8至9個月前，被信長命令守備宮部村的要害。
居城宮部城是進攻小谷城不可欠缺的重要據點，在小谷城於天正元年（1573年）8月被攻陷為止，立下許多戰功。在這段時期，以秀吉的外甥（後來的豐臣秀次）為養子，不過實際上是人質，在淺井氏毀滅後，返還到秀吉之下。

### 秀吉家臣時期
此後，以與力的身份跟隨秀吉，在天正5年（1577年）的中國征伐中，跟隨秀吉的弟弟羽柴秀長攻略但馬國，在秀長前往山陽方面時，代替秀長擔任山陰方面全體的指揮。天正8年（1580年）期間，在討伐山名氏後，成為但馬豐岡城城主，領有2萬石。在進攻鳥取城時，於最前線並與吉川元春的援軍持續戰鬥。指揮在荒木村重離反時轉仕秀吉的荒木重堅（後來的木下重堅）、平定但馬後投向羽柴軍的垣屋光成、豐續父子、出雲國出身並曾與山中幸盛一同行動的龜井茲矩等，在山陰方面與毛利家戰鬥。
天正10年（1582年），在山陰方面的戰功受到認可，成為因幡國鳥取城的城代。在本能寺之變後，鳥取城是最有可能受毛利家攻擊的據點（山陽方面，因為高松城的水攻影響下，不可能受到攻擊），在秀吉軍的主力離開中國地方而參加山崎之戰、賤岳之戰期間，仍然負責據守該地，可見受秀吉深厚信賴。
此後，在秀吉掌握最大權力時，正式成為鳥取城城主，領有5萬石。在天正13年（1585年）的越中征伐、翌年的九州征伐中，亦跟隨南條元續、龜井茲矩、荒木重堅、垣屋光成等軍參戰，在日向國高城擊退島津家久軍（根白坂之戰）。九州征伐後，加增因幡、但馬國內至約5萬9百石知行，軍役合共有5千3百5十人（『宮部文書』）。天正18年（1590年），參加小田原征伐。同年，把家督讓予嫡子長房，不過只是在形式上退位，實際上沒有隱居，繼續政務上的活動。

### 晚年
文祿元年（1592年），在文祿之役中，駐守肥前國名護屋城，雖然請求渡海參戰，不過沒有被允許（『吉川家文書』）。文祿2年（1593年），在大友義統被改易後，與山口宗弘一同負責在豐後國的檢地。同年，在因幡國巨濃郡蒲生鄉荒井村開拓因幡銀山，受秀吉委任經營銀山。文祿3年（1594年），參加伏見城的普請，並在這段時期，知行加增至8萬1千石。慶長元年（1596年），因為高齢而隱居。晩年，成為秀吉的御伽眾，負責與秀吉討論，以秀吉重臣的身份，參與政務。
在慶長4年（1599年）閏3月25日死去。享年有64、71歲等諸種説法。

## 人物
- 日本戰國時代研究者谷口克廣認為在本能寺之變後，被委任成為因幡國鳥取城的城代時，雖然「這工作不顯眼，不過應該令秀吉無後顧之憂，並在畿內活動，成為很大的力量」（この仕事は地味だけれど、秀吉をして心置きなく畿内で活躍させるための大きな力となったはずである）